# 藤原丈宏
藤原 丈宏（ふじわら たけひろ、1990年1月31日 - ）は、日本のラグビー選手。

## プロフィール
- 大阪府大阪市出身。
- ポジションはプロップ(PR)。
- 身長 172cm、体重 105kg
- ニックネームはたけ、たけぞー。
- U17近畿代表に選ばれたことがある。

## 略歴
中学校からラグビーを始めた。
2008年、天理高校卒業後、天理大学に入学する。　
2011年、天理大学ラグビー部のFWリーダーに就任した。
2012年、天理大学卒業後、リコーブラックラムズに加入。
2013年8月31日に行われたジャパンラグビートップリーグ第1節のコカ・コーラウエストレッドスパークス戦に先発出場で公式戦初出場を果たす。 
2019年、リコーブラックラムズを退団した。 